# Епархия Буонметхуота
Епархия Буонметхуота (лат. Dioecesis Banmethuotensis) — епархия Римско-Католической Церкви с центром в городе Буонметхуот, Вьетнам. Епархия Буонметхуот входит в митрополию Хюэ. Кафедральным собором епархии Буонметхуота является церковь Святейшего Сердца Иисуса.

## История
22 июня 1967 года Римский папа Павел VI издал буллу «Qui Dei benignitate», которой учредил епархию Буонметхуота, выделив её из епархий Епархия ДалатаДалата и Епархия КонтумаКонтума.

## Ординарии епархии
- епископ Pierre Nguyên Huy Mai (22.06.1967—4.08.1990);
- Joseph Trinh Chinh Truc (4.08.1990—29.12.2000);
- епископ Joseph Nguyên Tich Duc (29.12.2000—17.05.2006);
- епископ Vincent Nguyên Van Ban (21.02.2009 — по настоящее время).

## Источник
- Annuario Pontificio, Libreria Editrice Vaticana, Città del Vaticano, 2003, стр. 958, ISBN 88-209-7422-3
- Булла Qui Dei benignitate (лат.).